# 論座
論座（ろんざ）とは、朝日新聞出版（2008年4月号までは朝日新聞社）が発行していた月刊雑誌である。

## 概要
「月刊Asahi」の事実上の後継誌であったが、1994年12月20日、「週刊朝日増刊Ronza創刊準備号」として発刊された。1995年3月6日に「RONZA」の表題で同年4月号として創刊された。創刊当初の1995年には月平均約3万7000部ほどの売上を記録した。新機軸を打ち出す意図からB5判の週刊誌サイズであったが、そのために書店では他社の論壇誌・文芸誌と同じ棚に並べてもらえないなど目論見がはずれ、次第に売上が低迷。このため1997年8月発売の同年9月10月合併号をもってリニューアルし、1997年11月号から「論座」と改名、大きさも月刊論壇誌サイズのA5判となった。記事内容を「朝日新聞」紙上で後追い紹介するなど宣伝にも努めた。
岩波書店の「世界」とともに左派論壇誌の代表的存在であった。右派論壇誌の「正論」（扶桑社）や「諸君!」（文藝春秋）とは対に見られたが、左右両派とも自分の陣営に閉じこもりがちな現状を批判し、「世界」との差異化を意識して、保守派に属する言論人（上坂冬子、岡本行夫、石破茂、小林よしのりら）に対しても誌面を提供。左右両派間での論戦を行わせる指向を見せていた。編集部が出版した本『リベラルからの反撃』（朝日選書）等も刊行した。
しかし、左派論壇自体の低迷も重なり、2008年頃には印刷部数が2万部でさらに実売1万部以下のときもあり、採算ラインを大きく下回り、事業としては赤字が続いていた。このため2008年9月1日発売の同年10月号をもって休刊する意向が一部関係者に通達され、2008年7月15日には正式に休刊が発表された。その後もついに創刊当初の売上を回復することなく、2008年9月1日発売の同年10月号をもって休刊した。

## WEBRONZA（論座）
2010年6月24日、「RONZA（論座）」の名を冠した朝日新聞社の言論サイト「WEBRONZA」が開設され、朝日新聞編集委員の一色清が編集長となった。主なコンテンツは無料で閲覧できるが、メインコンテンツの一つとして有料のWEBマガジン「WEBRONZA＋」がある。筆者は朝日新聞の編集委員・論説委員を中心に、外部の専門家・評論家、株式会社シノドスに関係する若手研究者などである。
2019年4月15日、「WEBRONZA」の名称が「論座」に変わった。2019年現在の編集長は吉田貴文。
朝日新聞社は2023年2月15日、本サイトを7月に終了すると発表した（新記事掲載は4月26日で終了）。2023年4月19日、事実上の後継となるサイトとして、朝日新聞デジタル内に「Re:Ron」（リロン）が開設された。

### 主な執筆メンバー
- 石川健治
- 井上智洋
- 大空幸星
- 小野一光
- 勝部元気
- 金平茂紀
- 香山リカ
- 木村草太
- 倉持麟太郎
- 古賀茂明
- 小林慶一郎
- 姜尚中
- 佐藤優
- 階猛
- 白井聡
- 高橋和夫
- 堤未果
- 中島岳志
- 中野晃一
- 西田亮介
- 浜矩子
- 古谷経衡
- 保坂展人
- 細野豪志
- 三浦瑠麗
- 森永卓郎
- 山口二郎
- 米山隆一
- 冷泉彰彦
- 渡辺靖

## 関連文献
- 『論座』編集部 編『リベラルからの反撃　アジア・靖国・9条』朝日新聞社〈朝日選書 796〉、2006年4月7日。ISBN 4-02-259896-4。